# Fosfatidilinozitol
Fosfatidilinozitol (PtdIns, ili PI) negativno naelektrisani fosfolipid i manje zastupljena komponenta citosolne strane eukariotskih ćelijskih membrana. 
Inozitol može biti fosforilisan do fosfatidilinozitol fosfata (PIP), fosfatidilinozitol bisfosfata (2) i fosfatidilinozitol trisfosfata (3). PIP, PIP2 i 3 se kolektivno zovu fosfoinozitidi.

## Biosinteza
Sinteza fosfatidilinozitola je katalizovana fosfatidilinozitol sintazom. U reakciji učestvuju CDP-diacilglicerol i L-mio-inozitol..

## Hemija
PI sadrži polarni i ne-polarni region, iz kog razloga je ovaj lipid amfifil. Amfifilni lipidi demonstriraju polimorfno ponašanje. Fosfatidilinozitol je klasifikovan kao glicerofosfolipid koji sadrži glicerolnu osnovu, dve nepolarne masne kiseline, i fosfatnu grupu supstituisanu sa inozitolom.

## Dodatne slike
- Fosfatidil-inozitol
- Inozitol
- Glicerol

## Spoljašnje veze
- Phosphatidylinositols на 
- Fosfatidilinozitol u lipidnoj biblioteci